# Pseudomallada decolor
Pseudomallada decolor is een netvleugelig insect uit de familie gaasvliegen (Chrysopidae).
De wetenschappelijke naam van de soort werd in 1914 gepubliceerd door Longinos Navás. Het type is afkomstig uit Ghana.